# Kuta Ujung (Darul Hasanah)
Kuta Ujung is een bestuurslaag in het regentschap Aceh Tenggara van de provincie Atjeh, Indonesië. Kuta Ujung telt 352 inwoners (volkstelling 2010).